# Woody Woodpecker Goes to Camp
Woody Woodpecker Goes to Camp (El Pájaro Loco se va de campamento en Hispanoamérica; El pájaro loco ¡Lío en el campamento! en España) es una película estadounidense de comedia familiar de 2024 que combina imagen real y animación por computadora, dirigida por Jon Rosenbaum, basada en el personaje del mismo nombre y producida por Universal 1440 Entertainment en coproducción con Universal Animation Studios y distribuida por Netflix.Es la secuela de la película de comedia de 2017 El pájaro loco y está escrita por Stephen Mazur y Cory Edwards y producida por Jon Kuyper.

## Trama
Después de ser expulsado del bosque, Woody cree que ha encontrado un hogar para siempre en Camp Woo Hoo, hasta que un inspector amenaza con cerrar al campamento.

## Reparto
- Eric Bauza como Woody Woodpecker
- Kevin Michael Richardson como Buzz Buzzard[3]
- Tom Kenny como Wally Walrus
- Mary-Louise Parker como Angie
- Chloe De Los Santos como Maggie
- Josh Lawson como Zane
- Esther Son como Rose
- Evan Stanhope como Gus
- George Holahan-Cantwell como Orson
- Kershawn Theodore como Mikey
- CC Dewar como Devin
- Declan Thorn como Screaming Extra 2

## Producción
En 2021, Universal Pictures y Universal 1440 Entertainment anunciaron una secuela de la película El pájaro loco de 2017. También en 2021, se anunció que la secuela se filmaría en Victoria, Australia, y se filmaría en Melbourne y en todas las áreas regionales de Victoria.
En 2024, se anunció que la película se estrenaría en Netflix el 12 de abril de 2024.